# III. třída okresu Třebíč
 III. třída okresu Třebíč  je pořádána Českomoravským fotbalovým svazem. Jedná se o 9. stupeň v českých fotbalových soutěžích. Hraje se každý rok od léta do jara příštího roku. Na konci ročníku nejlepší jeden až dva týmy postupují do II. třídy okresu Třebíč.

## Vítězové

### III. třída okresu Třebíč skupina A
| Ročník    | Vítězný tým                |
| --------- | -------------------------- |
| 2003/2004 | Sokol Budišov              |
| 2004/2005 | TJ Hartvíkovice „B“        |
| 2005/2006 | Sokol Vícenice             |
| 2006/2007 | TJ Sokol Stařeč            |
| 2007/2008 | SFK Dukovany 2001          |
| 2008/2009 | TJ Myslibořice             |
| 2009/2010 | SK Valeč                   |
| 2010/2011 | TJ Sokol Březník           |
| 2011/2012 | FK Jaroměřice nad Rokytnou |
| 2012/2013 | FC Rapotice „B“            |
| 2013/2014 | TJ Sokol Lipník            |
| 2014/2015 | TJ Hartvíkovice            |
| 2015/2016 | TJ Mohelno                 |
| 2016/2017 | TJ Sokol Pyšel             |
| 2017/2018 | FK Rudíkov                 |
| 2018/2019 |                            |

### III. třída okresu Třebíč skupina B
| Ročník    | Vítězný tým               |
| --------- | ------------------------- |
| 2003/2004 | Sokol Lipník              |
| 2004/2005 | TJ Sokol Kněžice          |
| 2005/2006 | SK Blatnice               |
| 2006/2007 | TJ Sokol Přibyslavice „B“ |
| 2007/2008 | TJ Sokol Želetava         |
| 2008/2009 | TJ Sokol Šebkovice „B“    |
| 2009/2010 | SK Nové Syrovice          |
| 2010/2011 | 1. FC Jemnicko „B“        |
| 2011/2012 | FC Čáslavice-Sádek „B“    |
| 2012/2013 | Soutěž se nehrála.        |
| 2013/2014 | SK Slavia Chlístov        |
| 2014/2015 | 1. FC Jemnicko „B“        |
| 2015/2016 | TJ Sokol Horní Újezd      |
| 2016/2017 | FK Borovina - Opatov      |
| 2017/2018 | SK Fotbalová škola Třebíč |
| 2018/2019 |                           |